# Géographie de Malte

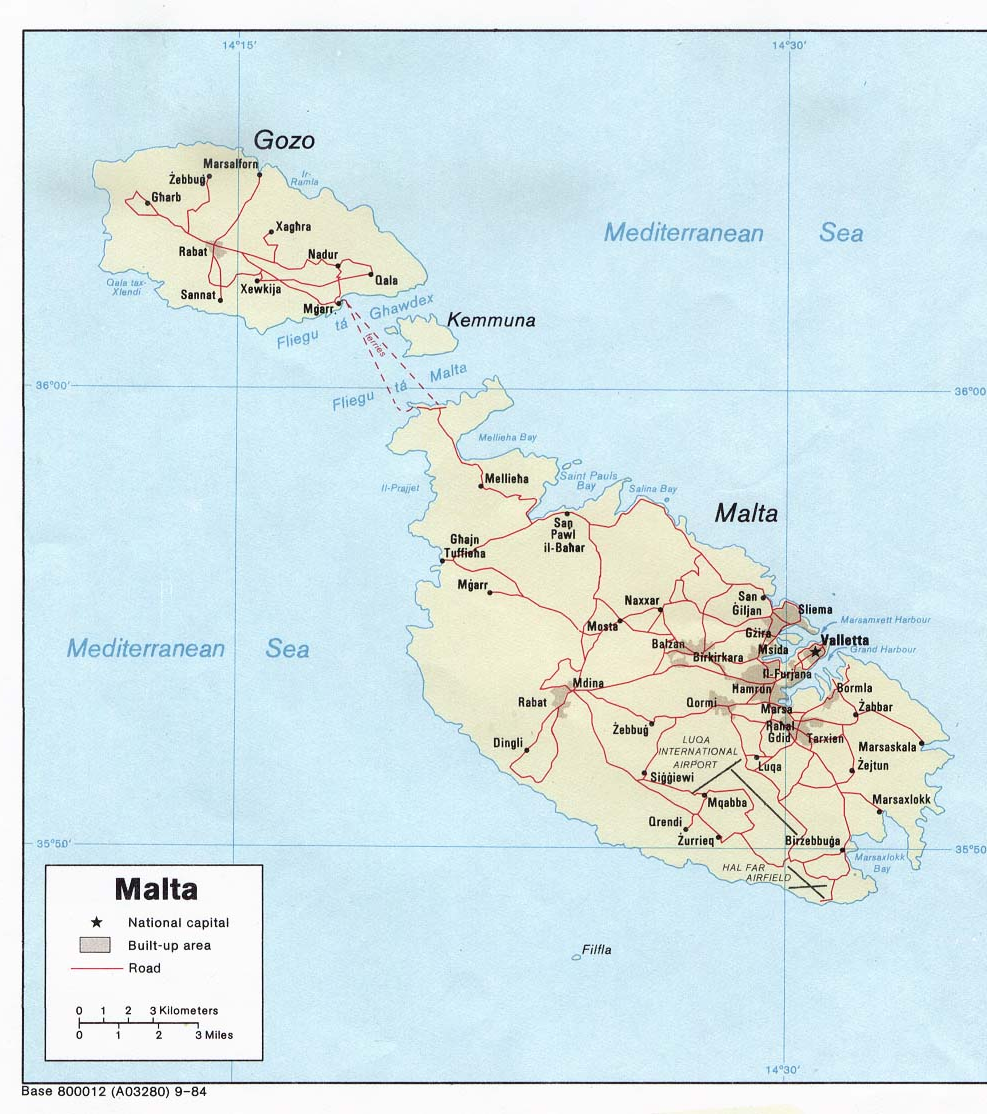
Plan de l'archipel maltais.

La géographie de Malte est principalement dominée par la mer. En effet, Malte est un archipel constitué de calcaire, situé dans la Mer Méditerranée, à approximativement 93 kilomètres au sud de la Sicile et à approximativement 300 kilomètres au nord de l'Afrique. Seules les quatre plus grandes îles de l'archipel maltais, à savoir l'île de Malte, Gozo, Comino et Manoel sont habitées par l'Homme. Les autres îles inhabitées sont Cominotto, Filfla et les îles Saint-Paul. Le pays occupe approximativement 316 km2 de superficie. De nombreuses baies sont réparties sur la côte et procurent de bons abris. Le paysage de ces îles est caractérisé par de petites collines ainsi que des champs en terrasse. Le point culminant de l'archipel se trouve à 253 mètres : c'est le Ta' Dmejrek sur l'île de Malte. La capitale est La Valette.

## Localisation
Le pays se situe en Europe méridionale. Le pays européen le plus proche est l'Italie. Les pays maghrébins les plus proches sont la Tunisie et la Libye.

### Superficie
- total : 316 km2
- terre : 316 km2
- eau : 0 km2

- En comparaison, le pays a une superficie d'à peu près trois fois celle de Paris ou deux fois celle de la Région de Bruxelles-Capitale.

- Frontières avec un autre pays : 0 km

- Longueur des côtes : 140 km

### Données maritimes
- Plateau continental : profondeur de 200 m ou profondeur des exploitations
- Zone de pêche exclusive : 25 milles marins (46 km)
- Eaux territoriales : 12 milles marins (22 km)

### Climat
Climat méditerranéen, tempéré, avec des hivers pluvieux et doux, ainsi que des étés secs.
| Mois                                  | jan.      | fév.      | mars      | avril     | mai       | juin      | jui.      | août      | sep.      | oct.      | nov.      | déc.      | année     |
| ------------------------------------- | --------- | --------- | --------- | --------- | --------- | --------- | --------- | --------- | --------- | --------- | --------- | --------- | --------- |
| Température minimale moyenne (°C)     | 10,5      | 10,1      | 10,9      | 12,7      | 15,6      | 19,1      | 21,5      | 22,3      | 20,6      | 18,1      | 14,8      | 12        | 15,7      |
| Température moyenne (°C)              | 12,6      | 12,4      | 13,7      | 15,9      | 19,6      | 23,7      | 26,5      | 27        | 24,5      | 21,4      | 17,5      | 14,2      | 19,1      |
| Température maximale moyenne (°C)     | 15,5      | 15,5      | 17,2      | 19,7      | 24        | 28,4      | 31,4      | 31,6      | 28,4      | 24,9      | 20,5      | 17        | 22,8      |
| Record de froid (°C) date du record   | 1 1985    | 0,6 2001  | 1,4 1993  | 4,4 1956  | 7 1982    | 11 1979   | 15 1978   | 13 1981   | 12,8 1964 | 8 1978    | 6 1976    | 3,7 1988  | 0,6 2001  |
| Record de chaleur (°C) date du record | 22,2 1982 | 26,7 1960 | 33,5 2001 | 29,1 2002 | 35,3 2006 | 40,1 1997 | 42,7 1988 | 43,8 1999 | 37,4 1990 | 34,5 1999 | 28,2 1998 | 23,9 1963 | 43,8 1999 |
| Précipitations (mm)                   | 97        | 58        | 40        | 25        | 11        | 5         | 2         | 7         | 46        | 79        | 97        | 106       | 572       |
| Nombre de jours avec précipitations   | 15        | 13        | 10        | 8         | 5         | 3         | 1         | 2         | 8         | 11        | 14        | 18        | 108       |
| Humidité relative (%)                 | 77        | 76        | 77        | 75        | 72        | 67        | 66        | 70        | 74        | 78        | 76        | 77        | 74        |
| Nombre de jours avec neige            | 0,1       | 0,1       | 0,03      | 0         | 0         | 0         | 0         | 0         | 0         | 0         | 0         | 0,03      | 0,3       |
| Nombre de jours d'orage               | 3         | 3         | 1         | 1         | 1         | 1         | 0,2       | 1         | 4         | 5         | 5         | 5         | 30        |
| Nombre de jours avec brouillard       | 1         | 1         | 2         | 1         | 1         | 1         | 0,3       | 0,3       | 0,4       | 1         | 1         | 1         | 11        |

| Diagramme climatique                                  |            |            |            |          |           |           |           |            |            |            |         |
| J                                                     | F          | M          | A          | M        | J         | J         | A         | S          | O          | N          | D       |
| 15,510,597                                            | 15,510,158 | 17,210,940 | 19,712,725 | 2415,611 | 28,419,15 | 31,421,52 | 31,622,37 | 28,420,646 | 24,918,179 | 20,514,897 | 1712106 |
| Moyennes : • Temp. maxi et mini °C • Précipitation mm |            |            |            |          |           |           |           |            |            |            |         |

## Géologie
L'archipel maltais est exclusivement constitué de roches sédimentaires datant de 5 à 25 millions d'années. Cinq couches géologiques se succèdent, avec notamment le calcaire à globigérine qui est utilisé comme le principal matériau de construction de l'île. Il s'agit une roche tendre de couleur dorée.

### Terrain
Principalement constitué de sols rocheux, le terrain est majoritairement plat, avec des plaines disséminées, et des falaises côtières.

## Données brutes

### Points extrêmes
- Point le plus bas : mer Méditerranée à 0 mètre
- Point le plus élevé : Ta'Dmejrek à 253 mètres (près de Dingli)

### Ressources naturelles
Calcaire, sel, terres arables

### Utilisation des terres (données de 1993)
- Terres arables : 38 %
- Cultures permanentes : 3 %
- Pâturages permanents : 0 %
- Forêts : 0 %
- Autres : 59 %

### Terres irriguées
10 km2 (données de 1993)

### Environnement

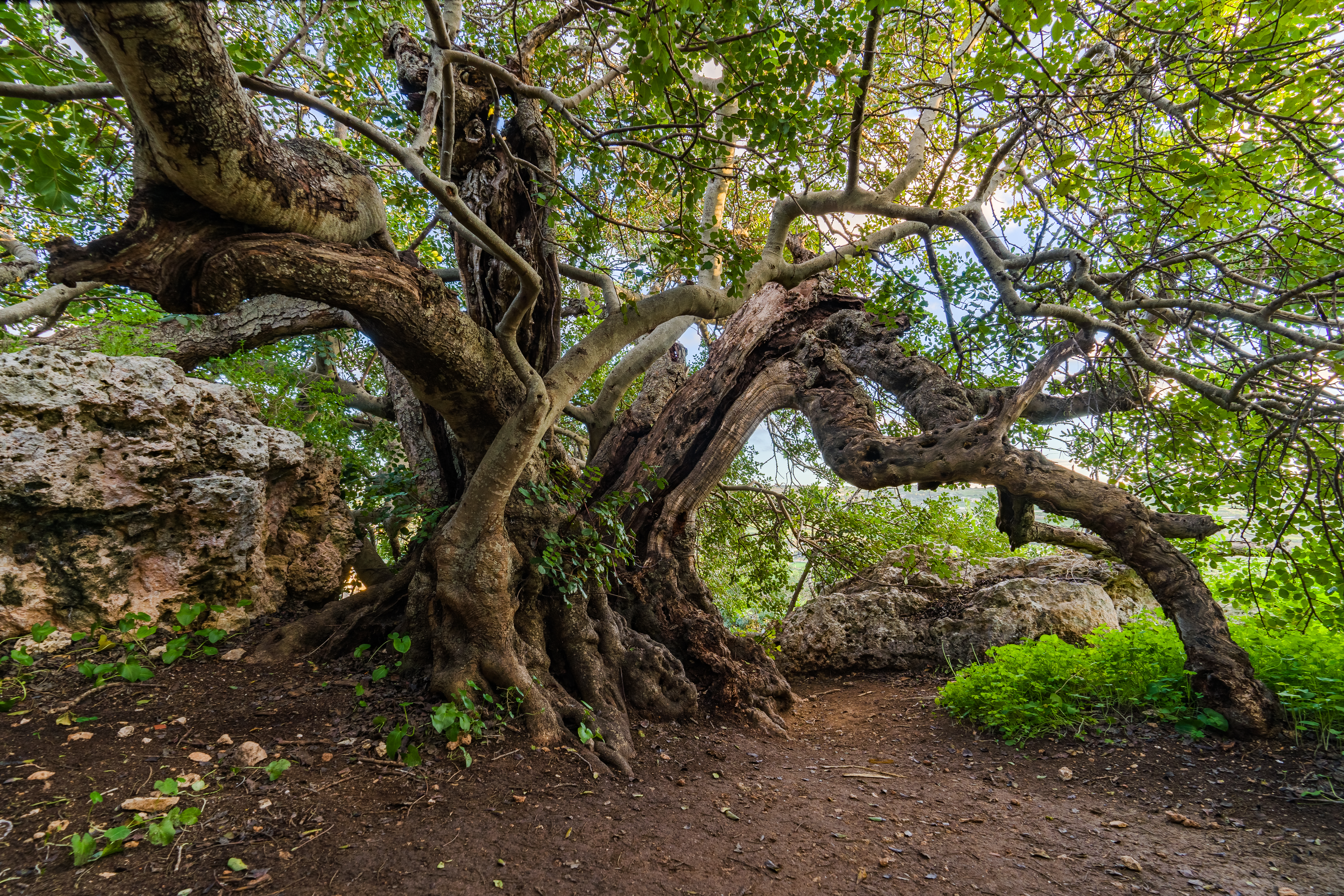
Le plus vieil arbre de Malte : un caroubier, de mille ans d'âge, vers Xemxija. Août 2021.

#### Problèmes environnementaux
L'archipel dispose d'une réserve très limitée en eau douce et utilise de plus en plus la désalinisation. On peut aussi citer le massacre des oiseaux migrateurs pendant les chasses non régulées.

#### Accords internationaux

##### Accords signés
Pollution de l'air, changement climatique, désertification, espèces en danger, Convention des Nations unies sur le droit de la mer, Dumping marine, Interdiction des essais nucléaires, Protection de la couche d'ozone, les zones humides.

##### signés, mais non ratifiés
Biodiversité, Protocole de Kyoto.

## Galerie

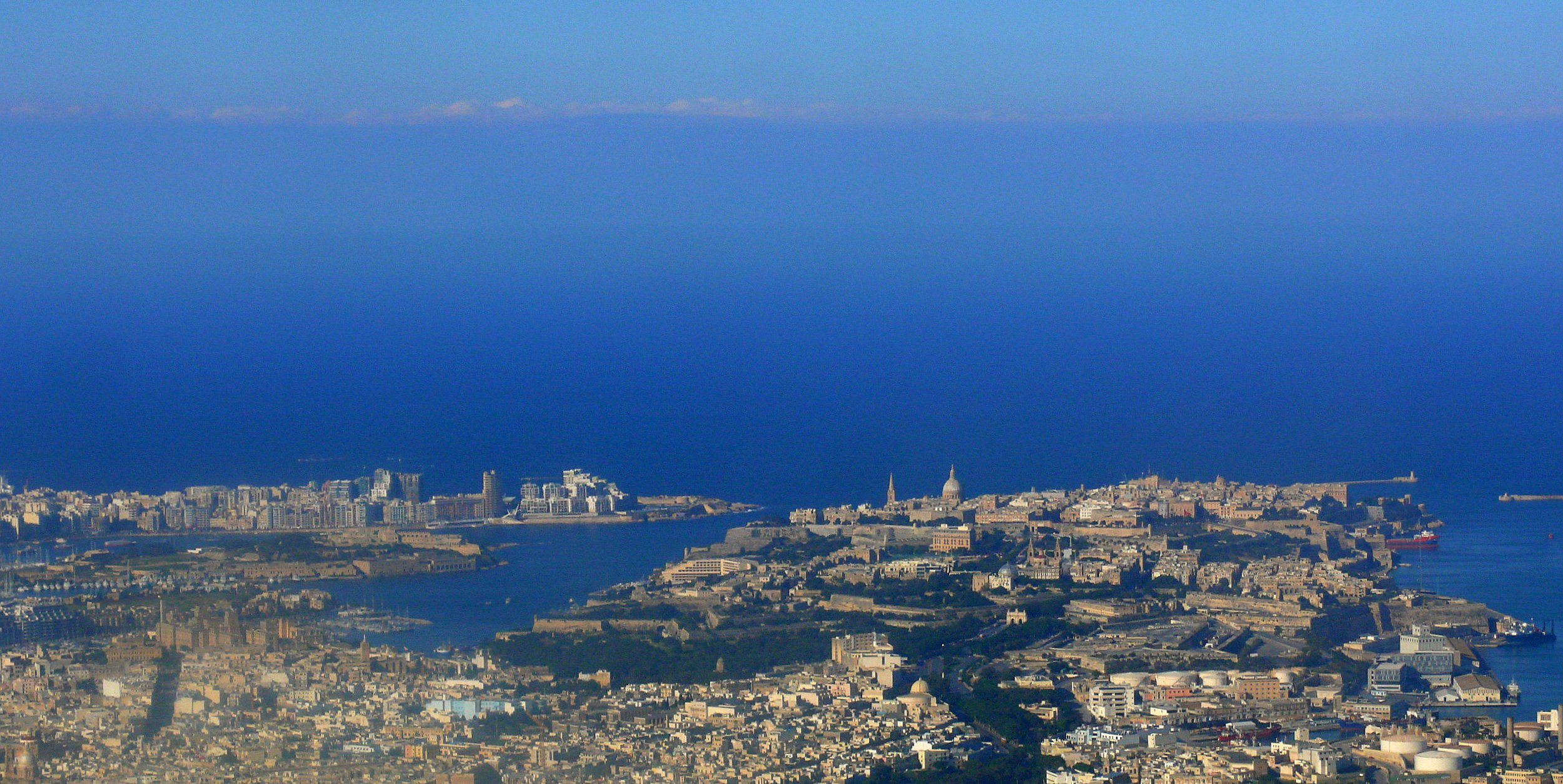
Vue aérienne de La Valette et de son port.
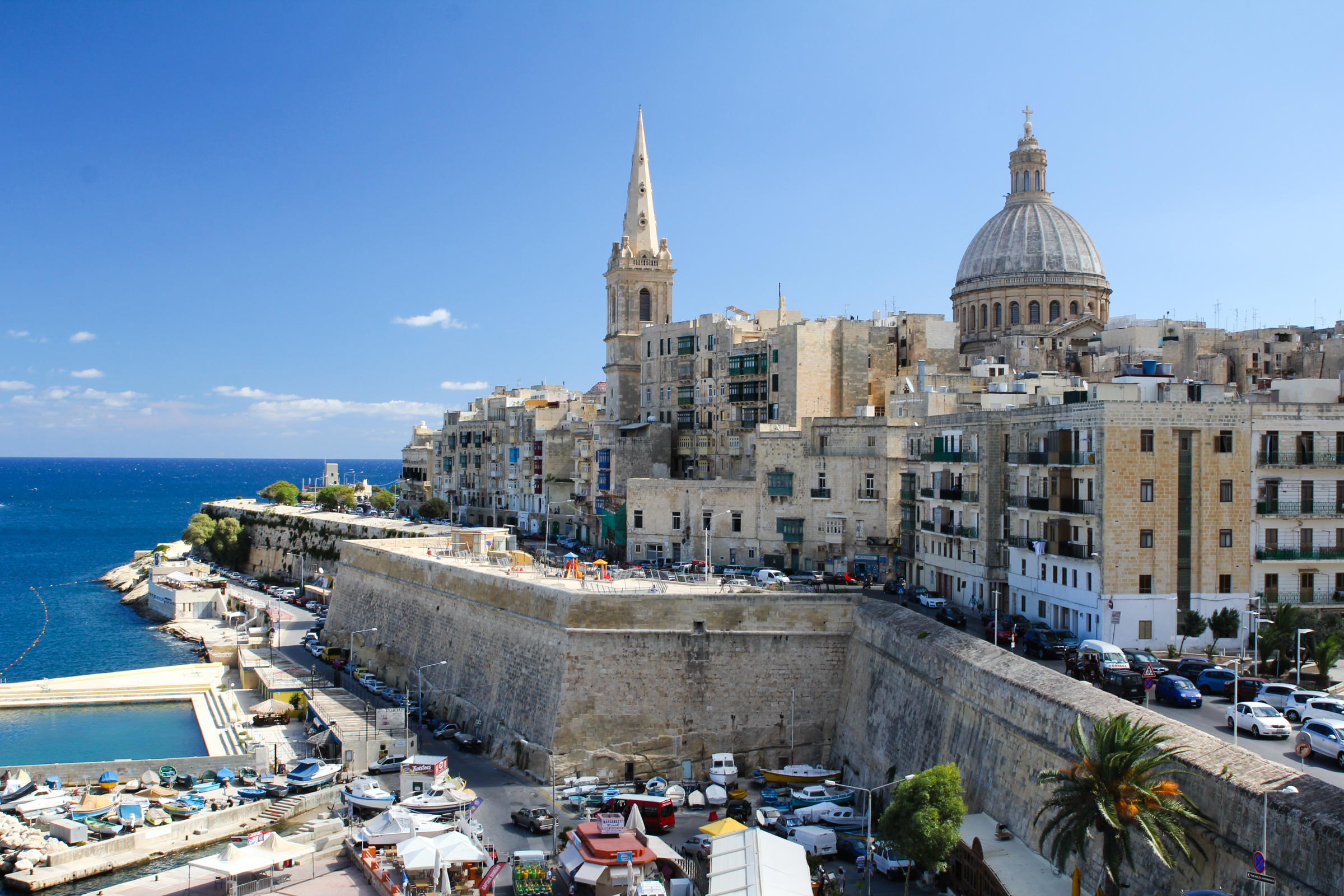
La Valette.
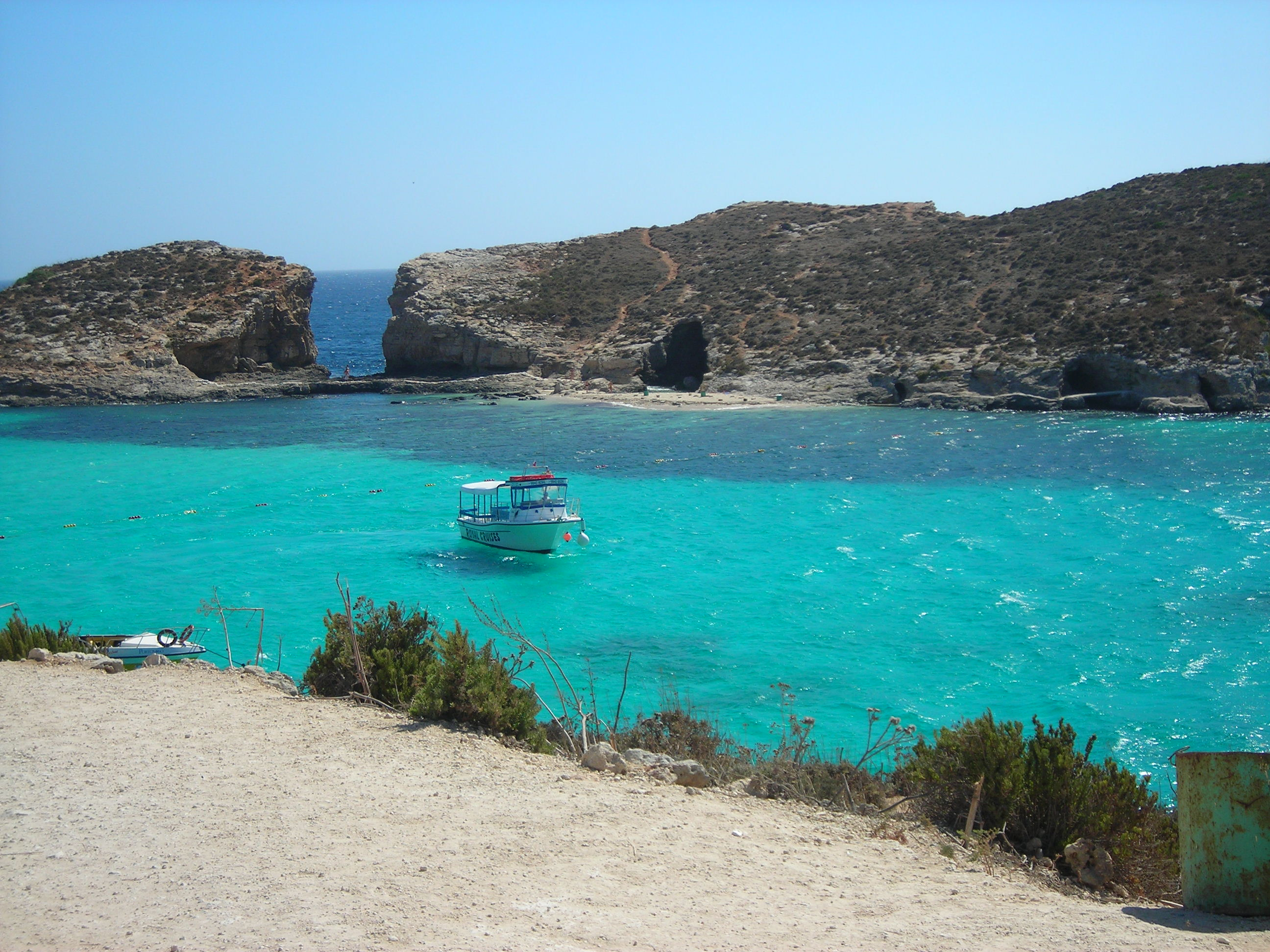
Le lagon bleu et l'île Cominotto.
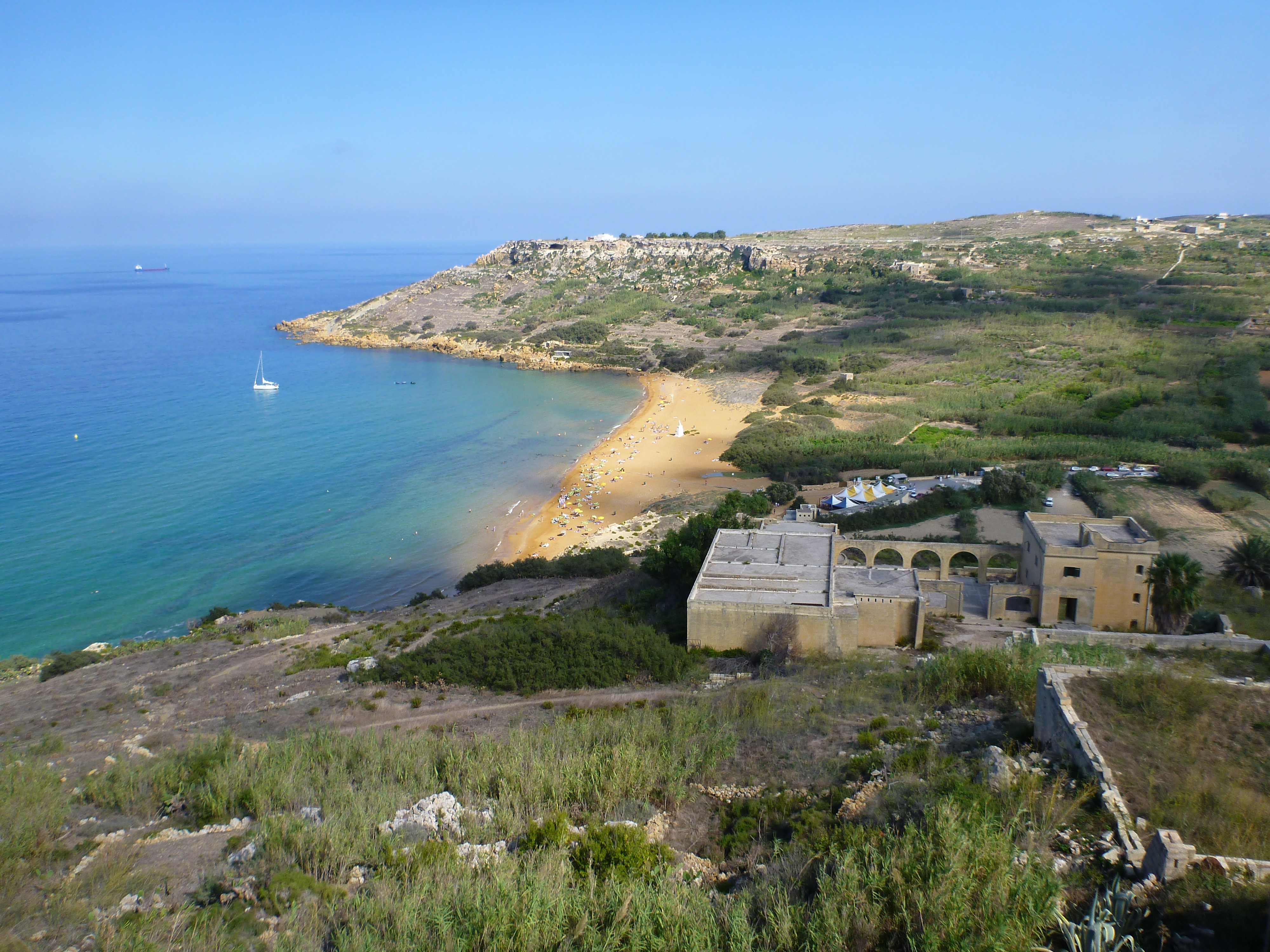
La baie de Gozo Ramla.
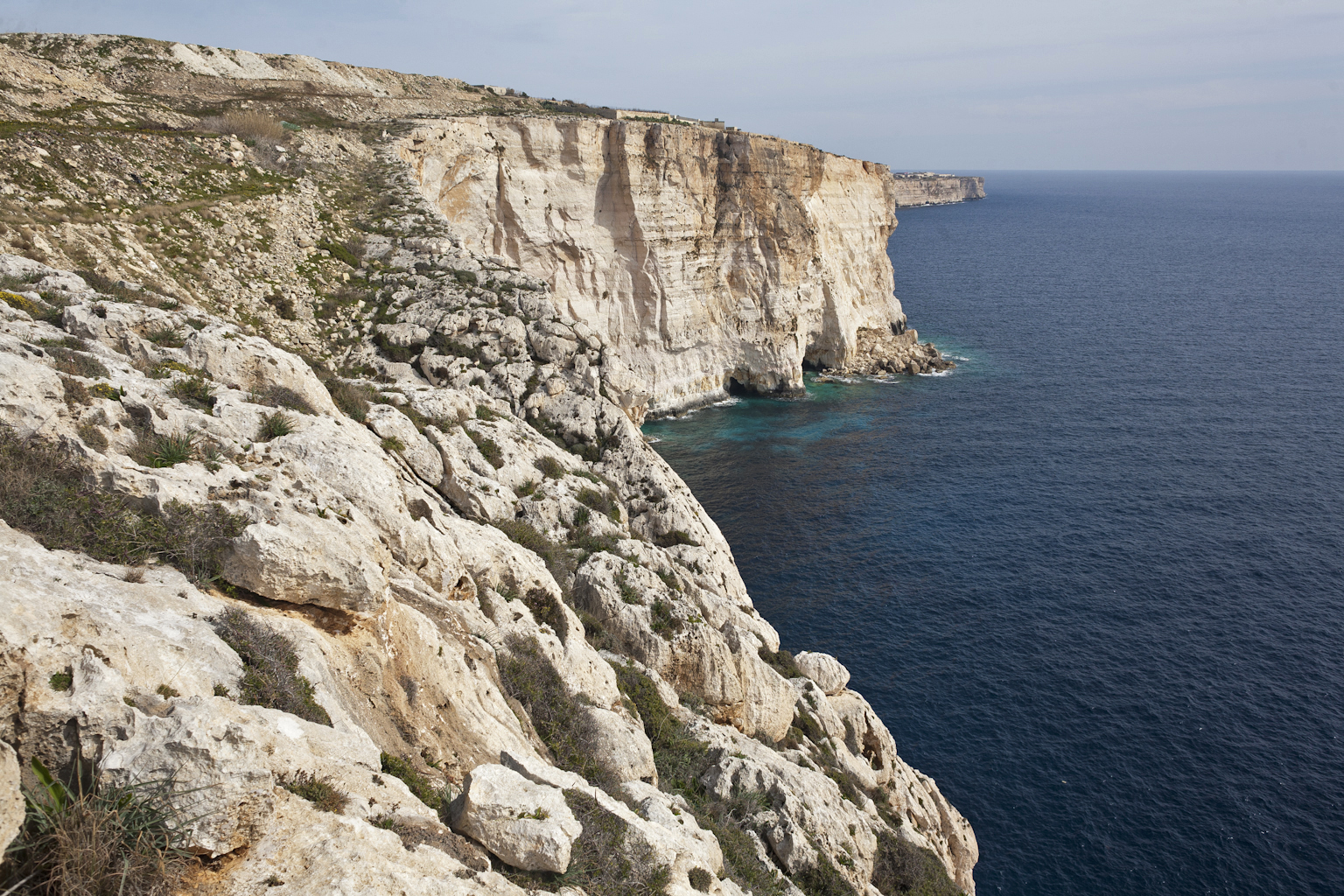
Falaise de Rdum ta' Dingli.
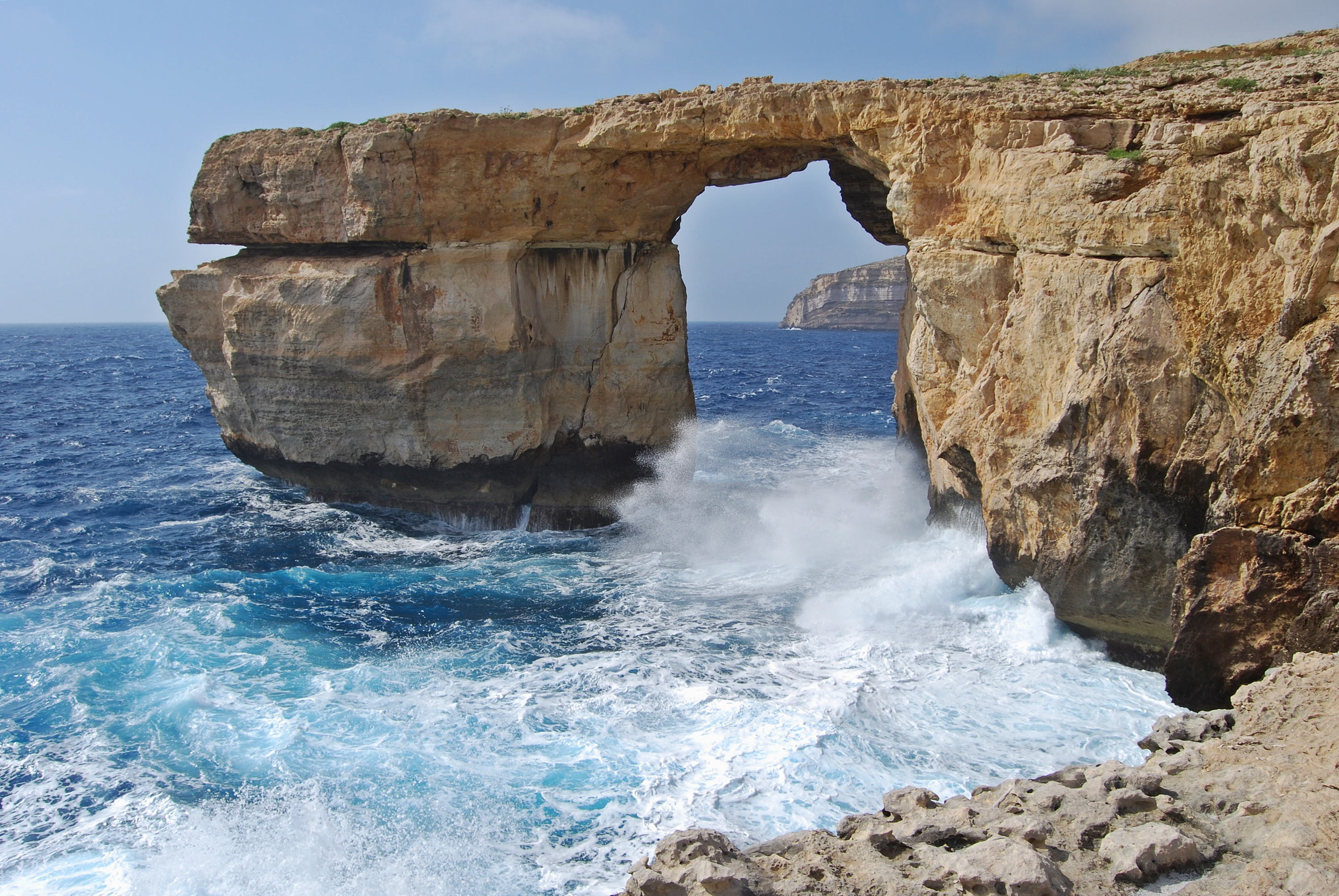
Fenêtre d'Azur.